# Atoke

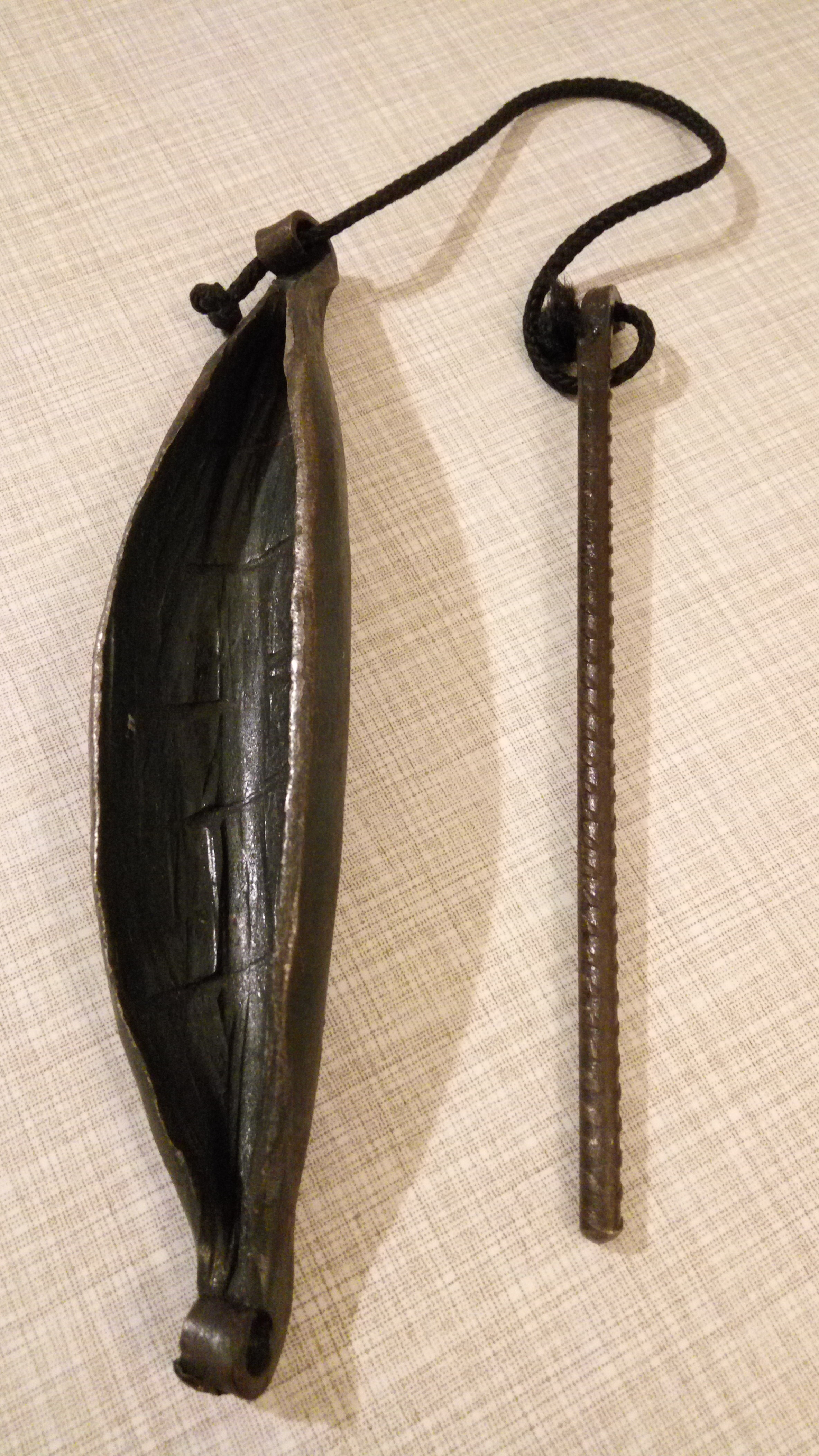
Atoke mit Schlagstift

Atoke, auch apitua, dawuro, banana bell, toke bell, slit bell, boat bell, ist ein schiffchenförmiges Aufschlagidiophon aus geschmiedetem Eisen der Ewe in Ghana und darüber hinaus in Westafrika.

## Verbreitung
Der Ursprung des atoke liegt in Ghana, Togo und Benin. Mittlerweile ist sie auch im Senegal und anderen Ländern Westafrikas zu finden und gehört zum Sound vieler Perkussionsensembles. Das atoke ist fester Teil der traditionellen Ewe- und Aschanti-Musik.
Die Ähnlichkeit zwischen dem atoke und dem javanischen kemanak wurde bis um die Mitte des 20. Jahrhunderts von Vertretern des Diffusionismus, unter ihnen Arthur Morris Jones und Jaap Kunst, neben dem Xylophon als ein Beleg für eine frühe Verbreitung indonesischer Kulturelemente nach Afrika herangezogen.

## Bauform
Es gibt das atoke in Größen zwischen 15 und 30 Zentimetern Länge und bis zu 500 Gramm schwer. Es wird aus einem länglichen, bis zu 5 Millimeter dickem Eisenblech handgeschmiedet. Je kleiner das atoke, desto höher der erzeugte Ton. Das Idiophon erzeugt wie eine afrikanische Einfach- oder Doppelglocke einen hellen, durchdringenden, trockenen und kurzen Klang.

## Spielweise
Das Instrument liegt in der Hand und wird mit einem Eisenstift auf seine beiden Oberkanten angeschlagen. Der Klang des atoke kann durch Öffnen und Schließen der Handfläche variiert werden. Das atoke wird gelegentlich als Ersatz für die Doppelglocke gankogui eingesetzt. Es eignet sich zum akzentuierenden Spiel. Traditionell wird das atoke in westafrikanischen Perkussionsesembles zur Trommel dunun gespielt und dient als Metrum für das Ensemble.

Typischer Atoke-Rhythmus (oben) mit Axatse-Rhythmus (unten)